# Miloš Forman
Miloš Forman (IPA: [ˈmɪloʃ ˈforman]), pseudonimo di Jan Tomáš Forman (IPA: [ˈjan ˈtomaːʃ ˈforman]) (Čáslav, 18 febbraio 1932 – Danbury, 13 aprile 2018) è stato un regista, sceneggiatore e attore cecoslovacco naturalizzato statunitense.
Vinse due Oscar al miglior regista e due Golden Globe per il miglior regista per il suo lavoro in Qualcuno volò sul nido del cuculo (1975) e per Amadeus (1984), vincendo un terzo Golden Globe per Larry Flynt - Oltre lo scandalo (1996).
Nei principali festival europei vinse il Grand Prix Speciale della Giuria al Festival di Cannes per Taking Off (1971), e l'Orso d'oro e l'Orso d'argento per il miglior regista al Festival di Berlino rispettivamente per Larry Flynt - Oltre lo scandalo (1996) e per Man on the Moon (1999).

## Biografia
Forman nacque a Čáslav, nell'allora Cecoslovacchia (l'attuale Repubblica Ceca), il 18 febbraio 1932, figlio di Rudolf Forman, un docente, e di Anna Švábová, direttrice di un alberghetto estivo, ambedue di religione protestante. Durante l'occupazione nazista, il padre militò nelle file partigiane e in seguito venne arrestato dalla Gestapo. Perirà a Buchenwald nel 1944; stessa sorte subì la madre, che perì ad Auschwitz nel 1943. In seguito alla deportazione dei genitori, Forman fu affidato agli zii. Verso gli 11 anni, incominciò a conoscere e ad amare i film di Charlie Chaplin, Buster Keaton e John Ford.
Poco dopo la fine della guerra, Forman scoprì di essere nato da una relazione adulterina tra sua madre e l'architetto cecoslovacco di origine ebraica Otto Kohn. A Praga s'iscrisse alla facoltà di Cinematografia; si mise in luce con una serie di ottimi lavori come L'asso di picche (1964), Gli amori di una bionda (1965), che ottenne la candidatura al premio Oscar al miglior film straniero, e Fuoco, ragazza mia! (1967). Emigrato negli Stati Uniti nel 1968 dopo la primavera di Praga, divenne uno dei registi più premiati e acclamati dalla critica nel ventennio 1970-1990, rimanendo legato allo stile europeo di un cinema di contenuto, "contaminato" però dagli elementi spettacolari e avvincenti propri del cinema hollywoodiano.
Appena arrivato in America, girò il caustico e intenso Taking Off (1971), parabola americana giocosa e penetrante sull'incomunicabilità tra genitori e figli (e dei rispettivi "vizi": alcool e marijuana), con un'apparizione dell'allora giovanissima Kathy Bates. Lavorò inoltre al documentario Ciò che l'occhio non vede (1972), dirigendo un episodio. Nel 1975 firmò Qualcuno volò sul nido del cuculo, tutt'oggi considerato, insieme ad Amadeus, il suo capolavoro: vinse 5 premi Oscar, compreso quello al Miglior Film. Su questa scia di denuncia sociale basò i suoi successi come Hair (1979), musical pacifista e contestatore, e Ragtime (1981), sulla discriminazione razziale nell'America di inizio secolo in cui apparve, dopo 20 anni d'assenza, James Cagney.
Nel 1984 uscì quello che secondo molti è tra i più grandi film in costume di tutti i tempi: il colossal Amadeus, sulla vita di Wolfgang Amadeus Mozart. La pellicola ebbe grande successo e nel 1985 vinse quattro Golden Globe e ben otto premi Oscar, inclusi miglior film e miglior regia. Nel film vengono ricordati, oltre alle interpretazioni dei due protagonisti Tom Hulce e F. Murray Abraham, i costumi, le scenografie e le ricostruzioni fedelissime di Vienna del XVIII secolo. Il successivo Valmont (1989), fu liberamente tratto da Le relazioni pericolose di Choderlos de Laclos.
Tornò alla regia dopo un periodo di lontananza, quando Oliver Stone gli affidò la direzione di Larry Flynt - Oltre lo scandalo (1996), biografia dell'omonimo magnate del porno, che vinse l'Orso d'oro al Festival di Berlino. Successivamente diresse Man on the Moon (1999), biografia del comico statunitense Andy Kaufman. Il 2006 fu l'anno de L'ultimo inquisitore, con Natalie Portman e Javier Bardem, lungometraggio che raccolse critiche molto positive e che si ispirò alla figura del pittore Francisco Goya quale geniale testimone delle rivoluzioni e delle atrocità del suo tempo.
Nonostante si parlasse di un suo imminente ritorno dietro alla cinepresa per un film dedicato alla storia di Charles Ponzi e al suo schema truffaldino e si sapesse che fosse impegnato nell'avanzata fase di pre-produzione per la realizzazione del film The Ghost of Munich, basato su un suo adattamento, in collaborazione con Václav Havel, dell'omonimo romanzo di Georges-Marc Benamou incentrato sulla figura del primo ministro francese Édouard Daladier alla conferenza di Monaco del 1938, il 27 aprile 2011, in un'intervista concessa al tabloid ceco Blesk, Forman rivelò che probabilmente sarebbe stato costretto ad abbandonare ogni suo futuro progetto di regia, a causa di una degenerazione maculare che da tempo affliggeva la retina del suo occhio destro.
Questa grave patologia, che ha un andamento progressivo e che, se evolve colpendo entrambi gli occhi, può portare fino alla completa e irreversibile cecità, gli fece perdere completamente la zona centrale del campo visivo destro, al posto del quale poteva vedere solo una macchia scura. La sua condizione non lo portò ad abbandonare completamente il mondo cinematografico, per il quale continuò a impegnarsi come attore. La sua ultima fatica in tale veste lo vide al fianco di Catherine Deneuve nel film Les Bien-Aimés (2011), pellicola che venne scelta per chiudere la rassegna della 64ª edizione del Festival di Cannes.
Morì il 13 aprile 2018, a 86 anni, dopo una breve malattia.

## Filmografia

### Regista

#### Lungometraggi
- L'asso di picche (Černý Petr) (1964)
- Gli amori di una bionda (Lásky jedné plavovlásky) (1965)
- Fuoco, ragazza mia! (Hoří, má panenko) (1967)
- Taking Off (1971)
- Qualcuno volò sul nido del cuculo (One Flew Over the Cuckoo's Nest) (1975)
- Hair (1979)
- Ragtime (1981)
- Amadeus (1984)
- Valmont (1989)
- Larry Flynt - Oltre lo scandalo (The People vs. Larry Flynt) (1996)
- Man on the Moon (1999)
- L'ultimo inquisitore (Goya's Ghosts) (2006)

#### Cortometraggi
- Kdyby ty muziky nebyly (1964)
- I Miss Sonia Henie (1971)
- Semafor: Nejvetší hity 2 (2007) - video, episodi "Rekomando blues", "Ty jsi ta nejkrásnejsí krajina, co znám", "Ty jsi ta nejkrásnejsí krajina, co znám /parody/" e "Já kolem tebe chtel bych krouzit"

#### Documentari
- Laterna magika II (1960)
- Konkurs (1964)
- Ciò che l'occhio non vede (Visions of Eight) (1973) - documentario, episodio "The Decathlon"

#### Televisione
- Dobře placená procházka (1966) - film TV

### Sceneggiatore
- Nechte to na mně (1955)
- I cuccioli (Stěňata) (1958)
- Laterna magika II (1960) - documentario
- Konkurs (1964) - documentario
- Kdyby ty muziky nebyly (1964) - cortometraggio documentaristico
- L'asso di picche (Černý Petr) (1964)
- Gli amori di una bionda (Lásky jedné plavovlásky) (1965)
- Fuoco, ragazza mia! (Hoří, má panenko) (1967)
- La pince à ongles (1969) - cortometraggio
- Taking Off (1971)
- Il cornuto scontento (Le mâle du siècle) (1975)
- Valmont (1989)
- L'ultimo inquisitore (Goya's Ghosts) (2006)

### Attore
- Slovo delá zenu (1953)
- Stříbrný vítr (1956)
- Dědeček automobil (1957)
- Tam za lesem (1962)
- Heartburn - Affari di cuore (Heartburn) (1986)
- Le prime immagini dell'anno nuovo (New Year's Day) (1989)
- Tentazioni d'amore (Keeping the Faith) (2000)
- Peklo s princeznou (2009)
- Les Bien-Aimés (2011)

## Riconoscimenti

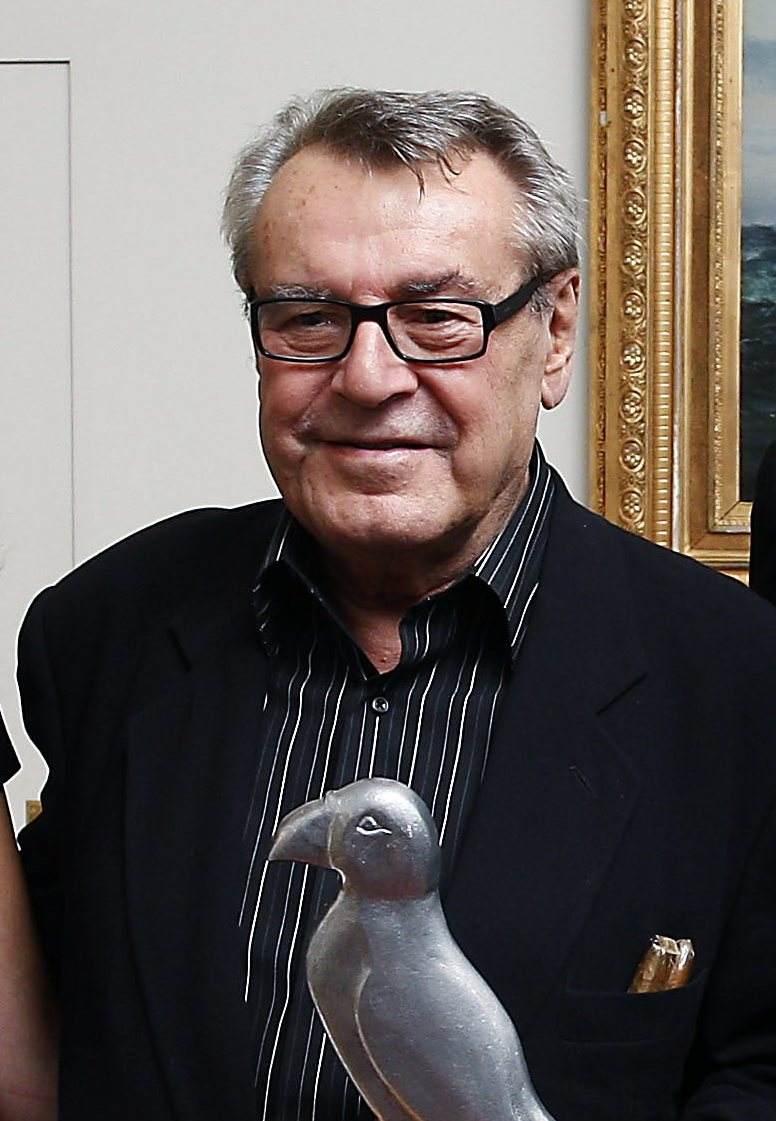
Miloš Forman a Reykjavík nel 2009

### Premio Oscar
- 1976 – Miglior regista per Qualcuno volò sul nido del cuculo
- 1985 – Miglior regista per Amadeus
- 1997 – candidatura miglior regista per Larry Flint – Oltre lo scandalo

### Golden Globe
- 1974 – Miglior documentario per Ciò che l'occhio non vede
- 1976 – Miglior regista per Qualcuno volò sul nido del cuculo
- 1982 – candidatura miglior regista per Ragtime
- 1985 – Miglior regista per Amadeus
- 1997 – Miglior regista per Larry Flint – Oltre lo scandalo

### Locarno Festival
- 1964 – Pardo d'oro per L'asso di picche

### Festival di Cannes
- 1971 – Grand Prix Speciale della Giuria per Taking Off

### Premio César
- 1977 – Candidatura per il miglior film straniero per Qualcuno volò sul nido del cuculo
- 1980 – Candidatura per il miglior film straniero per Hair
- 1985 – Miglior film straniero per Amadeus
- 1990 – Candidatura al miglior regista per Valmont

### Festival di Berlino
- 1997 – Orso d'oro per Larry Flynt – Oltre lo scandalo
- 2000 – Orso d'argento per il miglior regista per Man on the Moon

### David di Donatello
- 1976 – Miglior regista straniero per Qualcuno volò sul nido del cuculo
- 1979 – Miglior regista straniero per Hair
- 1985 – Miglior regista straniero per Amadeus
- 1985 – Candidatura per il miglior film straniero per Amadeus

### Nastro d'argento
- 1967 – Candidatura regista del miglior film straniero per Gli amori di una bionda
- 1976 – Regista del miglior film straniero per Qualcuno volò sul nido del cuculo
- 1985 – Regista del miglior film straniero per Amadeus

### Altri premi
- 2009:Festival di Reykjavík: Premio alla carriera
- 2010: Festival di Lione: Premio Lumière alla carriera